# 陈蒙蒙
陈蒙蒙（1960年8月—），男，汉族，江苏滨海人，中华人民共和国政治人物，中国共产党党员，第十二届全国人民代表大会江苏地区代表。

## 生平
陈蒙蒙毕业于南京大学商学院世界经济专业。2013年，被选为全国人大代表。2018年2月24日，当选为第十三届全国人大代表。